# Édouard Ier (roi d'Angleterre)
Pour les articles homonymes, voir Édouard Plantagenêt et Édouard Ier.
Édouard Ier (17 ou 18 juin 1239 – 7 juillet 1307), surnommé Édouard (aux) Longues-jambes  (en anglais : Edward Longshanks) ou Malleus Scottorum (« le Marteau des Écossais »), est duc d'Aquitaine, roi d'Angleterre et seigneur d'Irlande de 1272 à 1307.
Fils aîné du roi Henri III, Édouard s'implique très jeune dans les intrigues politiques du royaume. Il soutient brièvement le mouvement des barons réformateurs mené par Simon de Montfort avant de se réconcilier avec son père, auquel il reste fidèle durant toute la Seconde Guerre des barons (1264–1267). Otage des barons après la défaite de Lewes, il s'évade quelques mois plus tard et écrase l'armée de Montfort à la bataille d'Evesham. Une fois l'Angleterre pacifiée, il prend la croix et dirige la neuvième croisade (1271–1272), dont les résultats sont très limités. C'est sur le chemin du retour qu'il apprend la mort de son père. Il est couronné le 19 août 1274 à l'abbaye de Westminster.
Une grande partie du règne d'Édouard Ier est consacrée à la réforme de l'administration royale et du droit commun. Cependant, il s'intéresse également aux affaires étrangères. Il conquiert le pays de Galles au terme d'une brève guerre d'invasion (1282–1283) et l'intègre au royaume d'Angleterre, fondant plusieurs châteaux et plusieurs villes qu'il peuple de colons anglais. Son attention se tourne ensuite vers l'Écosse : après avoir arbitré la crise de succession au trône, il affirme sa suzeraineté sur le royaume. La guerre éclate entre les deux nations en 1296 et se poursuit durant le reste du règne d'Édouard, malgré quelques périodes d'accalmie. Le financement des campagnes militaires d'Édouard par l'impôt suscite une opposition religieuse comme séculière, qui n'est pas résolue à sa mort. Il laisse à son fils Édouard II un royaume en guerre contre son voisin septentrional et en proie à des problèmes politiques et financiers durables.
Sa grande taille et son tempérament colérique font d'Édouard Ier un homme craint par nombre de ses contemporains, mais il gagne le respect de ses sujets par son comportement digne du roi idéal : soldat, administrateur, homme pieux. Les historiens contemporains sont plus divisés : certains applaudissent son œuvre législative et administrative, d'autres critiquent son attitude intransigeante vis-à-vis de l'aristocratie anglaise. Le rétablissement de l'autorité royale après le règne difficile d'Henri III, la création du Parlement en tant qu'institution permanente et la réforme du système législatif doivent être portés à son crédit. Mais, il fait également preuve d'un comportement cruel vis-à-vis des Écossais et des Gallois, et c'est lui qui expulse les Juifs du royaume d'Angleterre en 1290 ; l'édit d'Expulsion reste en vigueur jusqu'en 1656.

## Noms et surnoms
Le nom Édouard (Edward), d'origine anglo-saxonne, n'est guère usité par la noblesse anglaise après la conquête normande. Mais, Henri III voue un culte tout particulier à Édouard le Confesseur, roi d'Angleterre (1042–1066) canonisé en 1161, et il choisit de nommer son fils aîné en son honneur. Ainsi, Édouard Ier n'est en réalité pas le premier Édouard à régner sur l'Angleterre : outre Édouard le Confesseur, ce nom est également celui d'Édouard le Martyr (975–978) et d'Édouard l'Ancien (899–924). Cependant, l'usage de l'époque n'est pas de numéroter les rois, et de son vivant, Édouard Ier est simplement appelé « le roi Édouard », « le roi Édouard, fils du roi Henri » ou « le roi Édouard, premier du nom après la Conquête ». Ce n'est qu'après les règnes de son fils, puis de son petit-fils, tous deux également appelés Édouard, que l'appellation « Édouard Ier » entre dans l'usage.

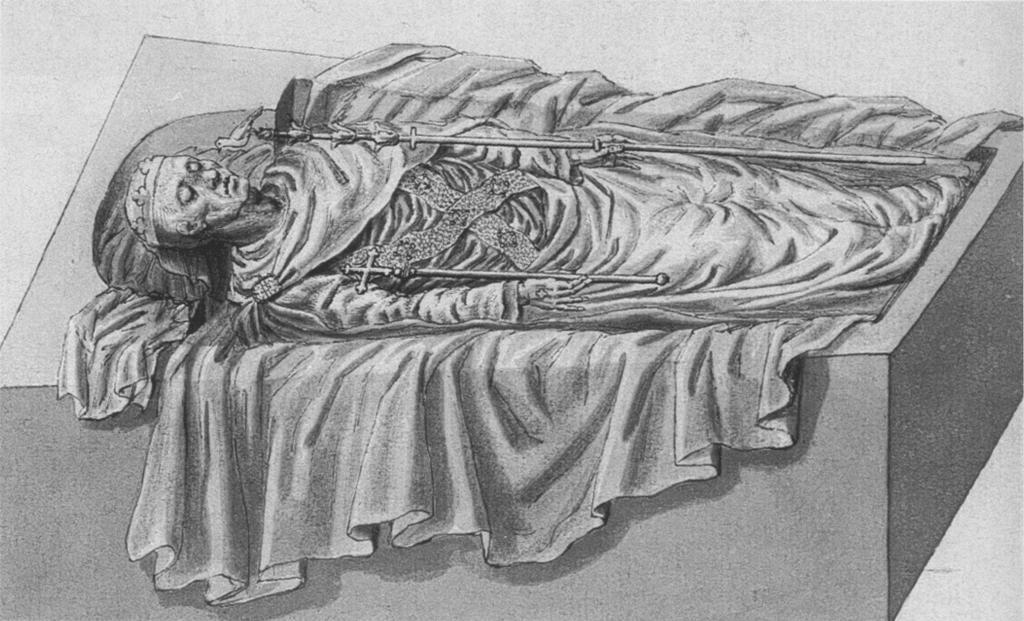
La tombe d'Édouard Ier, ouverte en 1774 (dessin d'époque).

Le surnom « Longshanks » donné à Édouard signifie « longues jambes » ou « longs jarrets » et fait référence à sa taille. Le 2 mai 1774, la Society of Antiquaries of London fait ouvrir la tombe d'Édouard et procède à des mesures sur son corps, concluant qu'il mesurait six pieds deux pouces, soit 1,88 m, une taille nettement supérieure à la moyenne de ses contemporains.
Un autre surnom d'Édouard Ier est « Marteau des Écossais ». Il apparaît dans l'inscription en latin figurant sur sa tombe : « Edwardus Primus Scottorum Malleus hic est, 1308. Pactum Serva ». Cependant, cette inscription, qui fait référence à ses campagnes écossaises, est loin d'être contemporaine et date probablement du XVIe siècle.
Au XVIIe siècle, le juriste Edward Coke qualifie Édouard de « Justinien anglais », en référence à son œuvre législative. Contrairement à l'empereur byzantin, Édouard n'a pas codifié la loi, mais son rôle dans l'histoire législative anglaise et la longévité de ses lois justifient la comparaison.

## Jeunesse

### Enfance et mariage

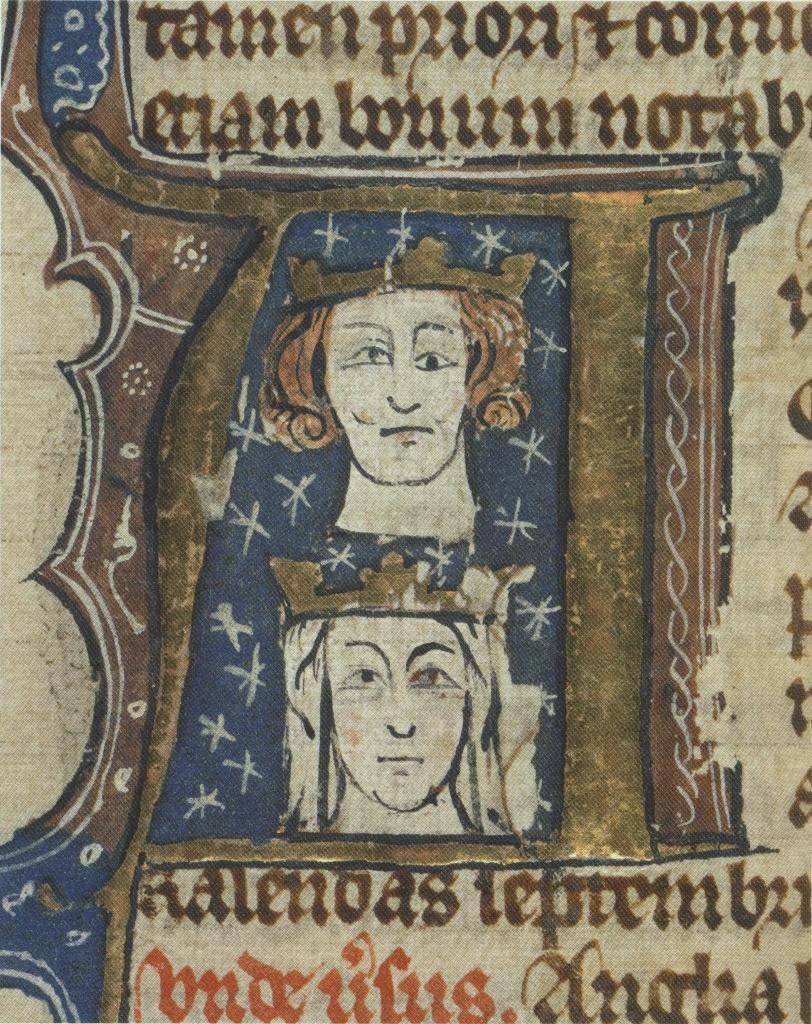
Édouard et sa femme (enluminure du début du XIVe siècle).

Édouard, fils du roi Henri III d'Angleterre et d'Éléonore de Provence, (fille de Raimond-Bérenger IV, comte de Provence, et de Béatrice de Savoie, fille de Thomas) naît au palais de Westminster dans la nuit du 17 au 18 juin 1239. L'enfant tombe malade à plusieurs reprises, en 1246, 1247 et 1251, mais sa santé s'améliore par la suite. Édouard est confié à la garde de Hugues Giffard, père du futur chancelier Gautier Giffard, puis à celle de Bartholomew Pecche à la mort de Giffard, en 1246. Il compte parmi ses amis d'enfance son cousin Henri d'Almayne, fils de Richard de Cornouailles. D'Almayne reste un compagnon fidèle du prince durant la guerre civile et la croisade.
En 1254, le risque d'une invasion castillane de la Gascogne anglaise incite le père d'Édouard à arranger le mariage de son fils de quatorze ans avec Éléonore, la demi-sœur du roi Alphonse X de Castille. Le mariage est célébré le 1er novembre 1254 au monastère royal de las Huelgas de Burgos, en Castille. En vertu de l'accord de mariage, le prince reçoit des terres d'une valeur annuelle de 15 000 marcs. Cependant, malgré l'importance des dotations dont bénéficie Édouard, elles ne lui apportent guère d'indépendance. Ainsi, la Gascogne, qu'il a reçue dès 1249, est en réalité gouvernée par le lieutenant royal Simon de Montfort, et Édouard n'en retire ni pouvoir, ni bénéfices. Il en va de même pour les terres que son père lui a octroyées en 1254 (la majeure partie de l'Irlande et des domaines au pays de Galles et en Angleterre, dont le comté de Chester) : le roi, qui en tire la majeure partie de ses revenus, y conserve une grande partie de son autorité, notamment en Irlande, et le prince n'y exerce qu'un pouvoir limité.
Jusqu'en 1257, Édouard est sous l'influence de la famille de sa mère, les « Savoyards », et notamment de Pierre de Savoie, l'oncle de la reine. À partir de 1257, il penche davantage du côté des « Poitevins », ou Lusignan, menés entre autres par Guillaume de Valence, le demi-frère cadet du roi. Ces deux factions étrangères sont mal vues de la noblesse anglaise, une antipathie qui joue un rôle crucial dans le mouvement réformateur des barons. Des histoires circulent sur le prince Édouard et les Lusignan, qui remettent en question ses qualités personnelles. Les années qui suivent sont déterminantes dans la formation de son caractère.

### Premières ambitions
Dès 1255, Édouard fait preuve d'indépendance politique en intervenant dans une querelle entre deux familles gasconnes, les Soler et les Colomb. Il apporte son soutien aux Soler, en contradiction avec la politique de médiation poursuivie par son père. En 1258, il s'oppose aux Provisions d'Oxford, un document signé par les principaux barons réformateurs menés par Simon de Montfort, mais le roi est contraint de les accepter. Les barons parviennent ainsi à limiter le pouvoir des Lusignan, et Édouard commence à se détacher d'eux. Il s'allie à l'un des principaux réformateurs, le comte de Gloucester Richard de Clare, en mars 1259, puis annonce son soutien aux barons le 15 octobre. Cette volte-face est peut-être dictée par le plus simple pragmatisme : Simon de Montfort est bien placé pour soutenir le prince en Gascogne.
Après le départ du roi pour la France, en novembre 1259, le comportement d'Édouard tourne à l'insubordination : il procède à plusieurs nominations en faveur des barons réformateurs, au point que son père croit qu'il prépare un coup d'État. À son retour, Henri refuse de voir son fils, et il faut la médiation du comte Richard de Cornouailles et de l'archevêque de Cantorbéry Boniface de Savoie pour réconcilier les deux hommes. Édouard est envoyé sur le continent, et en novembre 1260, il se réconcilie avec les Lusignan, exilés en France.
Édouard rentre en Angleterre en 1262 et se brouille avec plusieurs membres du parti Lusignan sur des questions d'argent. L'année suivante, le roi l'envoie en campagne au pays de Galles contre Llywelyn ap Gruffydd, avec des résultats limités. Au même moment, Simon de Montfort, qui avait quitté le pays en 1261, rentre en Angleterre et ranime le mouvement des barons. Alors que le roi semble prêt à céder à leurs demandes, Édouard prend les choses en main : alors qu'il avait louvoyé d'un camp à l'autre jusqu'alors, il prend désormais fermement position en faveur des droits de son père. Il se réconcilie avec d'anciens alliés, parmi lesquels son ami d'enfance Henri d'Almayne et le comte de Surrey John de Warenne, et reprend le château de Windsor, qui était tombé aux mains des rebelles. Un accord est conclu entre les deux camps grâce à l'arbitrage du roi de France Louis IX, mais cette « mise d'Amiens », nettement favorable au roi, ne résout la crise que momentanément.

### La guerre civile
La Seconde Guerre des barons, de 1264 à 1267, voit s'opposer les barons rebelles, menés par Simon de Montfort, à ceux restés fidèles au roi. En ouverture du conflit, Édouard reprend la ville de Gloucester, puis conclut une trêve avec le comte de Derby Robert de Ferrières, venu secourir les rebelles. Le prince s'empare ensuite de Northampton, puis entreprend une campagne contre les terres du comte de Derby, qui a rompu la trêve. Le premier affrontement majeur du conflit a lieu à Lewes le 14 mai 1264. Édouard commande l'aile droite de l'armée royale. Il écrase les Londoniens qui lui font face, mais commet l'erreur de poursuivre l'ennemi en fuite, et lorsqu'il revient sur ses pas, il est trop tard : l'armée royale a été vaincue. Par la mise de Lewes (en), Édouard et son cousin Henri d'Almayne sont remis à Montfort comme prisonniers.

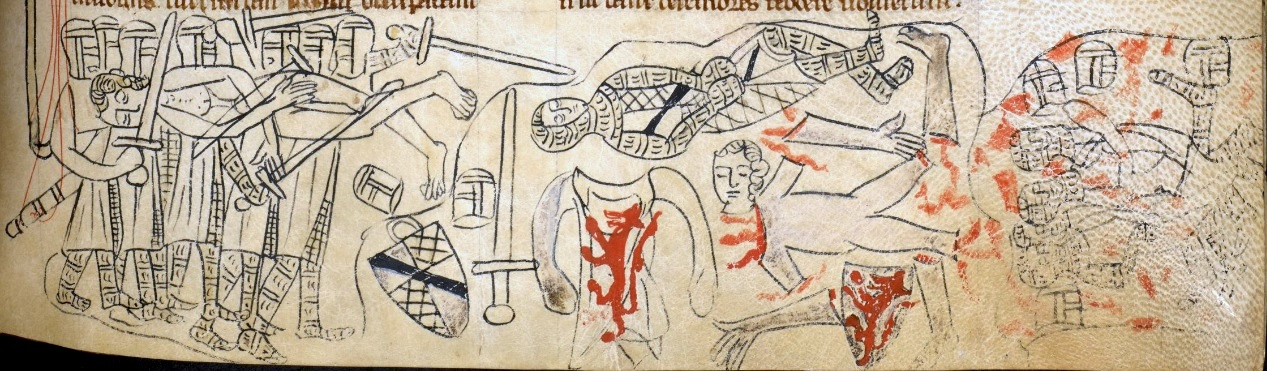
Le corps mutilé de Simon de Montfort à Evesham (illustration médiévale).

Édouard reste prisonnier jusqu'en mars 1265, et reste sous étroite surveillance après sa libération. Malgré cela, il parvient à échapper à ses gardiens le 28 mai et rejoint le comte de Gloucester Gilbert de Clare, fils de Richard de Clare, qui vient de rallier le camp royal. Montfort est peu à peu lâché par ses partisans, et Édouard lui reprend facilement Worcester et Gloucester. Le baron s'allie à Llywelyn ap Gruffydd et se dirige vers l'est, pour rallier son fils Simon, mais Édouard le devance en attaquant le château de Kenilworth, où le jeune Montfort doit s'enfermer. Édouard s'avance ensuite à la rencontre de son père. Les deux armées s'affrontent à Evesham, le 4 août. Les rebelles, inférieurs en nombre, sont écrasés, et leur chef laisse la vie sur le champ de bataille.
La façon dont Édouard abuse le comte de Derby à Gloucester, entre autres épisodes, lui vaut une réputation d'individu peu digne de confiance. Cependant, la campagne de l'été 1265 lui permet d'apprendre de ses erreurs, et il y gagne le respect et l'admiration de ses contemporains. La guerre se poursuit après la mort de Montfort, et Édouard continue à y jouer un rôle. En décembre, il parvient à un accord avec le fils Montfort et ses alliés à l'île d'Axholme, et en mars 1266, il dirige une offensive couronnée de succès sur les Cinque Ports. La forteresse inexpugnable de Kenilworth reste aux mains d'un contingent rebelle, qui refuse de se rendre avant la signature du dictum de Kenilworth (en), par lequel les rebelles privés de leurs terres peuvent les récupérer en échange d'une amende proportionnelle à leur rôle dans l'insurrection. En avril, le comte de Gloucester semble sur le point de rejoindre les insurgés, relançant la guerre civile, mais une renégociation des termes du dictum permet d'éviter la reprise du conflit. Édouard ne s'implique guère dans ces négociations, car il se consacre alors entièrement à ses projets de croisade.

### La croisade
Édouard prend la croix lors d'une cérémonie très élaborée le 24 juin 1268, aux côtés de son frère Edmond et de son cousin Henri d'Almayne. Plusieurs de ses anciens adversaires s'engagent également à participer à la croisade, notamment le comte de Gloucester, qui ne part finalement pas. Le pays est en paix, mais reste à réunir l'argent nécessaire pour l'expédition. Le roi de France Louis IX, chef de la croisade, accorde un emprunt d'environ 17 500 livres, mais cette somme s'avère insuffisante, et le reste doit être réuni en taxant le laïcat, pour la première fois depuis 1237. En mai 1270, le Parlement vote une taxe du vingtième en échange de la confirmation de la Magna Carta par le roi, ainsi que de restrictions sur l'usure des Juifs. Le 20 août, Édouard quitte Douvres pour la France. Il emmène avec lui environ 225 chevaliers, et vraisemblablement pas plus d'un millier d'hommes en tout.
Le but premier des croisés est de soulager la forteresse d'Acre, mais le roi de France et son frère Charles d'Anjou décident d'attaquer Tunis à la place, dans l'espoir d'établir une tête de pont chrétienne en Afrique du Nord. Une épidémie frappe le camp français peu après leur arrivée, et le roi succombe à la maladie le 25 août. Lorsque Édouard arrive à Tunis, Charles d'Anjou a déjà signé un traité de paix avec l'émir al-Mustansir, et il ne lui reste plus qu'à rembarquer pour la Sicile. La croisade est reportée au printemps suivant, mais une tempête dévastatrice dissuade Charles et le successeur de Louis, Philippe III, de poursuivre la campagne. Édouard décide de continuer seul et arrive à Acre le 9 mai 1271.

Les opérations de la croisade d'Édouard.

Les chrétiens de Palestine sont dans une situation précaire. Jérusalem est tombée en 1244, et Acre est devenue la capitale d'un royaume chrétien accroché au littoral. Du côté musulman, les Mamelouks baharites mènent une politique agressive sous leur sultan Baybars, menaçant Acre même. Les forces d'Édouard constituent un apport bienvenu à la garnison de la ville, mais elles sont trop peu nombreuses pour inverser le rapport de forces, et leur raid sur Saint-Georges-de-Lebeyne en juin s'avère vain. Une ambassade envoyée aux Mongols de l'Ilkhanat permet de détourner les forces de Baybars grâce à une offensive sur Alep dans le nord. En novembre, Édouard dirige une offensive sur Qaqun (en), sur la route de Jérusalem, mais cette attaque échoue, de même que l'invasion mongole. En mai 1272, le roi nominal de Jérusalem, Hugues III de Chypre, signe une trêve de dix ans avec Baybars. Édouard n'approuve pas cette démarche, mais il est victime d'une tentative d'assassinat le 16 juin, et bien qu'il parvienne à tuer son agresseur, il reçoit une blessure au bras qu'on craint empoisonnée, et reste affaibli pendant plusieurs mois.
Édouard ne quitte Acre que le 24 septembre. Il apprend la mort de son père, survenue le 16 novembre, alors qu'il est encore en Sicile. Profondément attristé, il ne se presse pourtant pas de rentrer au pays et poursuit son voyage à une allure mesurée pour ménager sa santé, d'autant que la situation le lui permet. En effet, après les soubresauts des années 1250-1260, le royaume d'Angleterre a retrouvé la stabilité, et Édouard est proclamé roi dès le décès de son père, sans attendre la cérémonie du couronnement comme il était d'usage jusqu'alors. En l'absence du nouveau roi, l'Angleterre est gouvernée par un conseil dirigé par Robert Burnell. De son côté, Édouard voyage par voie de terre en Italie et en France, rendant visite au pape à Rome et réprimant une révolte en Gascogne sur son chemin, entre autres péripéties. Ce n'est que le 2 août 1274 qu'il rentre en Angleterre, et son couronnement est célébré le 19 août.

## Roi d'Angleterre

### Le pays de Galles

Le pays de Galles en 1267.

La guerre des barons profite à Llywelyn ap Gruffydd. Par le traité de Montgomery (1267), il obtient la reconnaissance de ses conquêtes dans les quatre cantrefs de Perfeddwlad, ainsi que de son titre de prince de Galles,. Il reste cependant en conflit ouvert avec plusieurs barons des marches galloises, notamment le comte de Gloucester, Roger Mortimer et le comte de Hereford Humphrey Bohun. La situation s'envenime en 1274, lorsque le frère cadet de Llywelyn, Dafydd, et le seigneur de Powys, Gruffydd ap Gwenwynwyn, trouvent refuge chez les Anglais après avoir tenté d'assassiner Llywelyn. Pour ces deux raisons, ce dernier refuse de rendre hommage à Édouard. En outre, il envisage d'épouser Aliénor, la fille de Simon de Montfort, une provocation supplémentaire pour le roi d'Angleterre. La guerre est déclarée en novembre 1276. Les premières opérations se déroulent sous le commandement de Mortimer, d'Edmond de Lancastre (le frère du roi) et du comte de Warwick Guillaume de Beauchamp. Dans l'autre camp, Llywelyn n'est guère soutenu par ses compatriotes. Édouard entre au pays de Galles en juillet 1277 à la tête de 15 500 hommes, dont 9 000 Gallois. Aucune bataille majeure ne vient ponctuer le conflit, et Llywelyn comprend rapidement qu'il ne peut que se rendre. Le traité d'Aberconwy (novembre 1277) réduit son royaume au seul Gwynedd, tout en lui laissant le titre de prince de Galles.
La guerre qui éclate en 1282 est d'une toute autre nature : les Gallois cherchent à défendre leur identité nationale, menacée notamment par l'introduction forcée du droit anglais. Pour Édouard, ce n'est pas une simple expédition punitive comme en 1277 : son objectif est la conquête du pays. Le conflit est déclenché par la révolte de Dafydd ap Gruffyd, mécontent de la façon dont Édouard l'a récompensé en 1277. Il est rapidement rejoint par Llywelyn et d'autres chefs gallois, qui remportent les premières batailles : en juin, le comte de Gloucester est vaincu à bataille de Llandeilo Fawr, et le 6 novembre, Luke de Tany, qui commande les forces d'Édouard sur l'île d'Anglesey, traverse le Menai pour lancer une attaque surprise, mais il tombe dans une embuscade et subit des pertes importantes à Moel-y-don. Cependant, le cours de la guerre bascule lorsque Llywelyn est vaincu et tué à Orewin Bridge le 11 décembre. La conquête du Gwynedd est achevée en juin 1283, lorsque Dafydd est fait prisonnier. Il est exécuté pour traîtrise à Shrewsbury le 3 octobre.

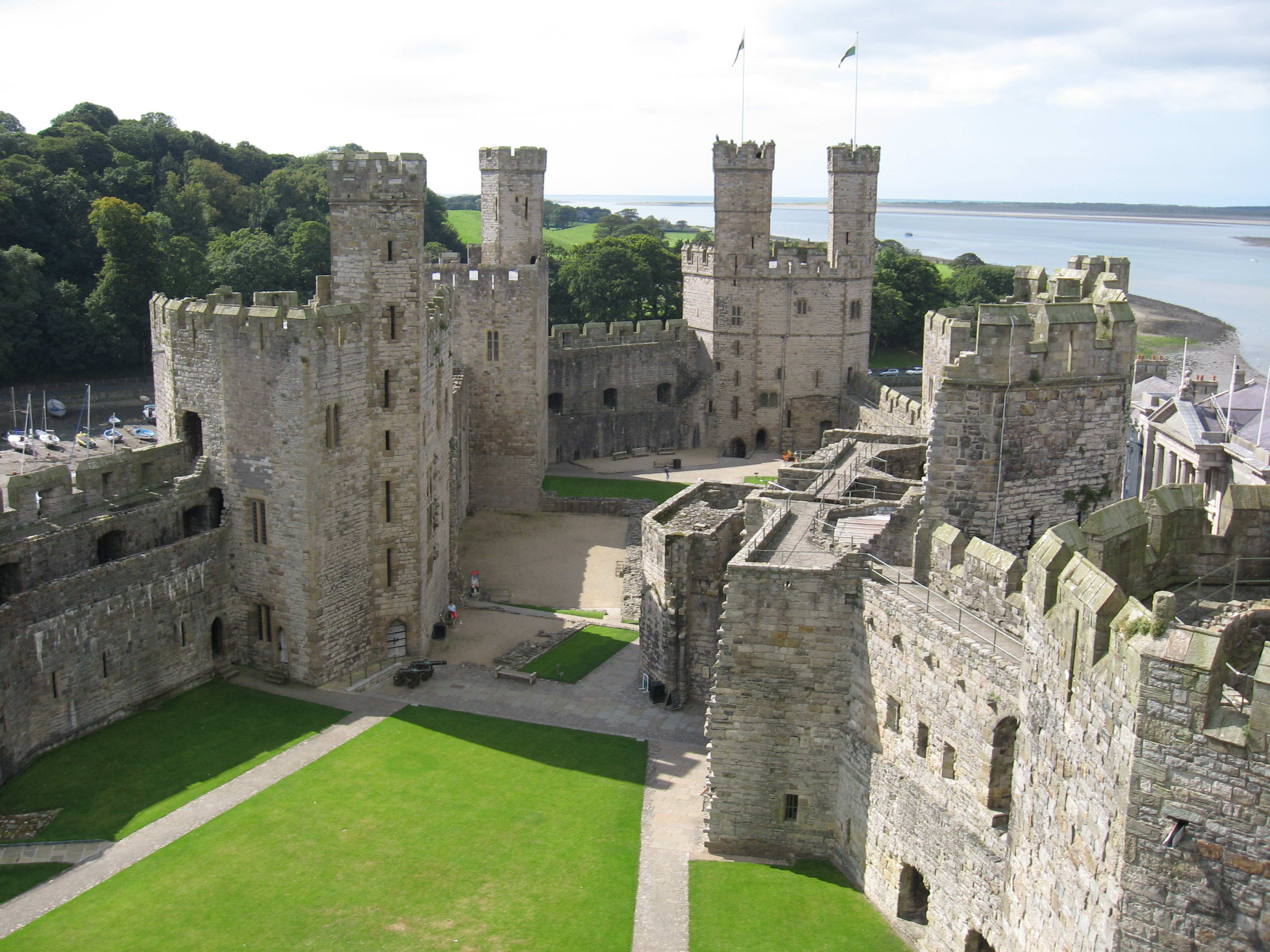
Le château de Caernarfon.

De nouvelles révoltes éclatent en 1287-1288, et surtout en 1294 avec un cousin éloigné de Llywelyn ap Gruffyd, Madog ap Llywelyn, mais elles sont systématiquement écrasées. En 1284, le statut de Rhuddlan intègre la principauté de Galles au royaume d'Angleterre et lui donne une administration identique au système anglais, avec des comtés et des shérifs. Les affaires criminelles sont soumises au droit anglais, bien que le droit gallois traditionnel continue de s'exercer pour certaines questions de propriété.
Dès 1277, mais surtout après 1283, Édouard lance une campagne de colonisation anglaise à grande échelle : il fonde des villes nouvelles comme Flint, Aberystwyth et Rhuddlan et ordonne la construction de plusieurs châteaux, dont les principaux sont ceux de Beaumaris, de Caernarfon, de Conwy et de Harlech. Leur construction est assurée par Jacques de Saint-Georges, un architecte renommé qu'Édouard a rencontré en Savoie en rentrant de croisade. Ce programme de construction témoigne d'influences orientales, notamment dans son utilisation pionnière des meurtrières ou l'utilisation d'un plan concentrique dans quatre des huit châteaux fondés par Édouard au pays de Galles,.
Le fils d'Édouard, également appelé Édouard (le futur Édouard II), naît le 25 avril 1284 au château de Caernarfon. Il est le premier prince anglais à recevoir le titre de prince de Galles, en 1301 à Lincoln. Ce titre devient par la suite associé à l'héritier du trône.

### Diplomatie et guerre sur le continent

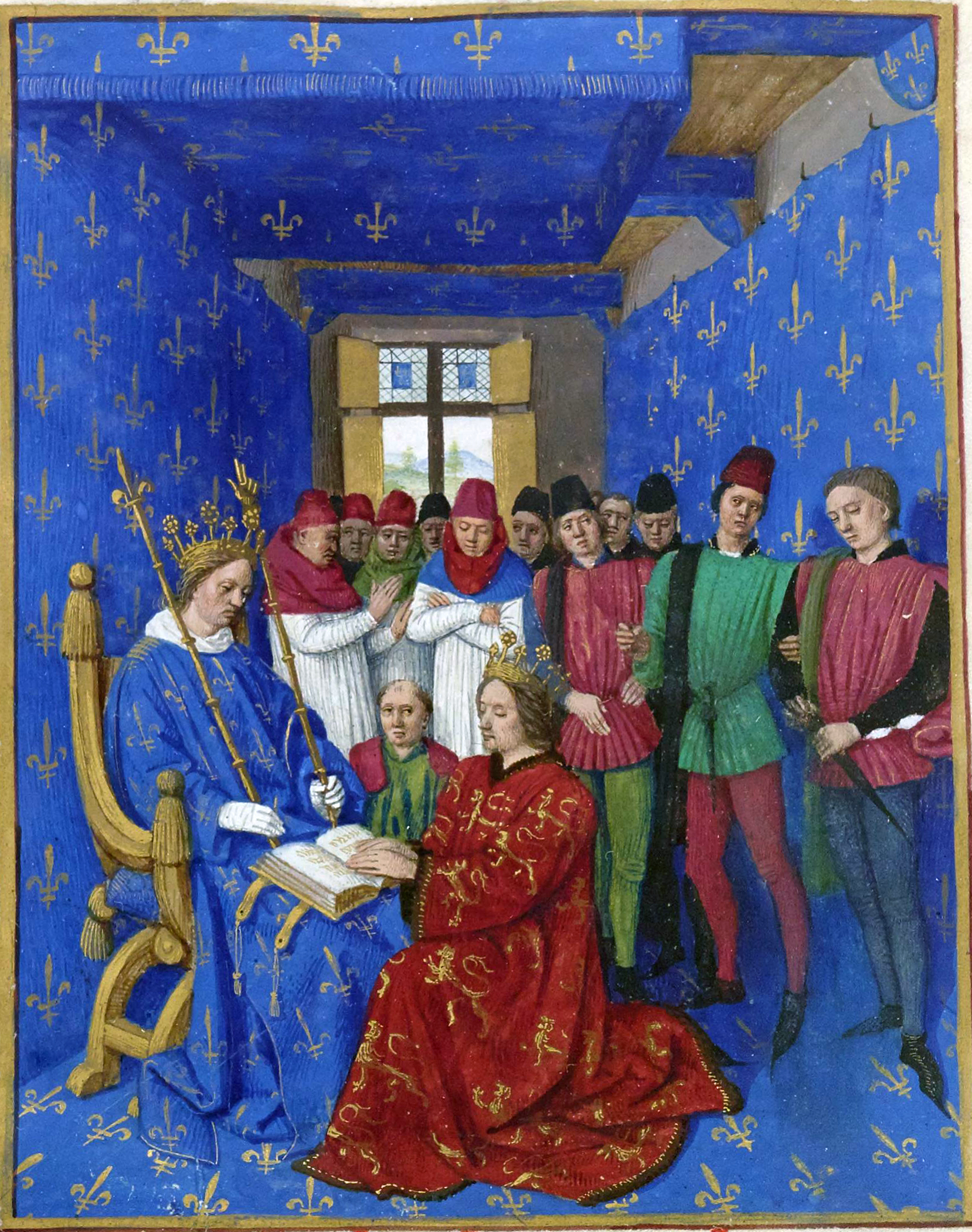
Édouard Ier rend hommage à Philippe le Bel (illustration du XVe siècle).

Édouard souhaite repartir en croisade, et prend à nouveau la croix en 1287. Ce désir dicte en grande partie sa politique étrangère, au moins durant les deux premières décennies de son règne : organiser une croisade d'ampleur européenne exige en effet la paix entre les principaux souverains du continent. Le conflit entre la maison d'Anjou et le royaume d'Aragon qui éclate à la suite des Vêpres siciliennes de 1282 constitue un obstacle à cette paix, et Édouard intervient comme médiateur en 1286 à Paris pour négocier une trêve entre la France et l'Aragon. Cependant, ses projets de croisade ne se concrétiseront jamais : la dernière forteresse chrétienne en Palestine, Saint-Jean-d'Acre, est capturée par les Mamelouks en 1291.
Après la chute d'Acre, Édouard adopte une politique étrangère moins conciliante et plus agressive, ce qui apparaît dans le traitement des affaires de Gascogne, auxquelles il s'est toujours intéressé de près. En 1278, il y avait envoyé une commission d'enquête, dirigée par Othon de Grandson et Robert Burnell, qui avait abouti au remplacement du sénéchal Luke de Tany. Il s'y était lui-même rendu en 1286 et y était resté pendant presque trois ans. Le nœud du problème gascon est le statut de cette province au sein du royaume de France, et celui d'Édouard en tant que vassal. Édouard avait rendu hommage au nouveau roi de France Philippe IV durant sa mission diplomatique de 1286, mais en 1294, prenant prétexte des incidents survenus entre marins normands et anglais en 1292-1293, le roi Philippe IV le Bel prononce la saisie du duché d'Aquitaine, ce qui déclenche la guerre franco-anglaise de Guyenne (jusqu'en 1297). Philippe IV le Bel confisque la Gascogne (1294-1303) après qu'Édouard a refusé de se présenter devant lui pour résoudre le récent conflit entre des marins anglais, gascons et français qui a abouti à la prise de plusieurs navires français et au sac du port de La Rochelle.
Édouard projette une attaque sur deux fronts : il noue des alliances avec des princes néerlandais, allemands et bourguignons, qui doivent attaquer le Nord de la France tandis que lui-même se concentrera sur la Gascogne. Cependant, ces alliances sont éphémères, et Édouard est retenu par des troubles en Écosse et au pays de Galles. Ce n'est qu'en août 1297 qu'il peut quitter l'Angleterre, et lorsqu'il débarque en Flandres, ses alliés dans la région ont déjà été vaincus, tandis que les soutiens attendus en Allemagne ne se concrétisent pas. En fin de compte, il ne reste plus à Édouard qu'à demander la paix. La guerre s'achève à la suite du traité de paix, le traité de Montreuil-sur-Mer en 1299, et son mariage avec la princesse Marguerite de France, demi-sœur de Philippe IV, mais elle a coûté cher aux Anglais et ne leur a rien rapporté.

### La Grande Cause
Dans les années 1280, les relations entre l'Angleterre et le royaume d'Écosse sont relativement harmonieuses. La question de l'hommage n'est pas aussi controversée qu'au pays de Galles : en 1278, le roi Alexandre III rend hommage à Édouard Ier, mais uniquement, semble-t-il, pour ses terres d'Angleterre. Ce n'est qu'au début des années 1290 que la crise de succession écossaise vient troubler le tableau. Alexandre III meurt en 1286, après ses trois enfants. Son héritière est une petite fille de trois ans : Marguerite de Norvège, la fille de sa fille Marguerite et du roi Éric II de Norvège. En vertu du traité de Birgham, Marguerite doit épouser le fils d'Édouard Ier, Édouard de Carnavon, sans pour autant que l'Écosse passe sous suzeraineté anglaise,.

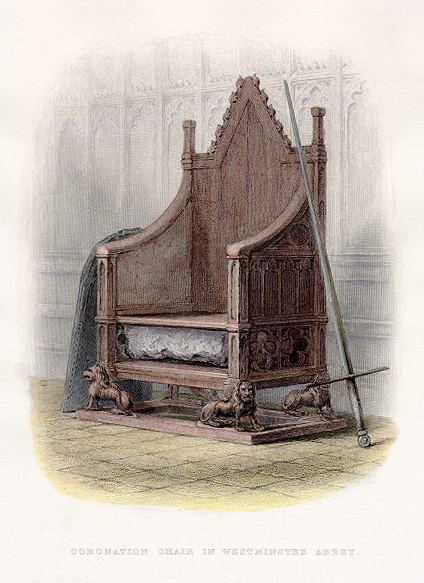
La Pierre du destin dans la Chaise du couronnement (gravure du XIXe siècle).

Marguerite quitte la Norvège pour l'Écosse à l'automne 1290, mais elle tombe malade et meurt au large des Orcades,. Plusieurs prétendants réclament alors la couronne du royaume : c'est la « Grande Cause » (Great Cause). Sur les quatorze candidats, seuls deux, Jean Balliol et Robert de Bruce, ont de réelles chances. La noblesse écossaise fait appel à Édouard Ier pour trancher la question. Au moment du traité de Birgham, la question de la suzeraineté n'intéressait guère Édouard face à la perspective d'une union personnelle entre les deux royaumes ; mais à présent, il exige d'être reconnu suzerain de l'Écosse en échange de sa participation à la résolution de la crise. Cette idée ne sourit guère aux Écossais, qui lui répondent qu'en l'absence de roi, personne ne peut prendre cette décision. Finalement, les prétendants acceptent de remettre le royaume à Édouard en attendant qu'un héritier soit choisi. Après de longs pourparlers, Édouard se prononce le 17 novembre 1292 en faveur de Jean Balliol.
L'avènement de Balliol ne met pas un terme aux interventions d'Édouard dans les affaires d'Écosse : ainsi, il accepte les demandes d'appels consécutives à des jugements rendus par les Gardiens du royaume durant l'interrègne. Il exige que Balliol se présente devant le Parlement d'Angleterre pour répondre aux charges portées contre lui par Macduff, fils de Máel Coluim II de Fife. Le roi d'Écosse se plie à cette exigence, mais lorsque Édouard requiert la participation des Écossais à sa guerre contre la France, ceux-ci refusent, concluent une alliance avec la France et attaquent sans succès la ville de Carlisle. En 1296, Édouard réplique en envahissant l'Écosse. Il s'empare de Berwick au terme d'une attaque particulièrement meurtrière. La résistance écossaise est écrasée à la bataille de Dunbar, le 27 avril. Édouard s'empare de la pierre du destin, sur laquelle les rois écossais sont traditionnellement couronnés, et l'envoie à Westminster. Jean Balliol est déposé et emprisonné à la tour de Londres, tandis qu'Édouard nomme le comte de Surrey gardien du royaume. La campagne est un succès, mais la victoire anglaise n'est que temporaire.
En 1290, Édouard se préoccupe aussi de sa propre succession, après la mort de trois de ses fils. Il établit un ordre de succession qui commence par son fils survivant Édouard de Carnarvon et ses autres fils éventuels, puis cite ses filles survivantes et ses autres filles éventuelles, reconnaissant ainsi le droit des femmes à hériter de la couronne et à la passer à leurs descendants. Ce droit des femmes avait généralement été respecté auparavant, et deviendra la norme à partir de la fin de la guerre des Deux-Roses (1485).

### La crise constitutionnelle
Les conflits des années 1290 pèsent lourd sur les finances du royaume, et donc sur les sujets d'Édouard. Alors qu'il n'avait levé que trois impôts exceptionnels avant 1294, quatre sont votés entre 1294 et 1297 et permettent de lever plus de 200 000 £, auxquelles s'ajoutent les réquisitions de nourriture, de lainages et de toile, sans oublier la taxe supplémentaire sur la laine, surnommée la « maltôte ». Le mécontentement suscité par ces exigences débouche sur une crise politique, mais ce n'est pourtant pas un impôt laïc qui met le feu aux poudres. En 1294, Édouard exige la moitié des revenus ecclésiastiques du royaume, et il lui suffit de menacer de mettre hors-la-loi les récalcitrants pour obtenir gain de cause. L'archevêque de Cantorbéry Robert Winchelsey se trouve alors en Italie pour y recevoir la consécration pontificale ; à son retour, l'année suivante, il doit accepter une nouvelle ponction des revenus de l'Église en novembre. Sa position change en 1296 avec la bulle papale Clericis laicos, qui interdit au clergé de verser des impôts à une autorité séculière sans l'accord explicite du pape. Le clergé s'abrite derrière la bulle pour refuser de payer Édouard, qui les déclare hors-la-loi. Pris sous des feux croisés, Winchelsey résout son dilemme en laissant les membres du clergé payer comme bon leur semble. La situation est résolue avant la fin de l'année par la bulle Etsi de statu, qui autorise la taxation du clergé en cas d'extrême urgence.

### Dernières années, puis mort

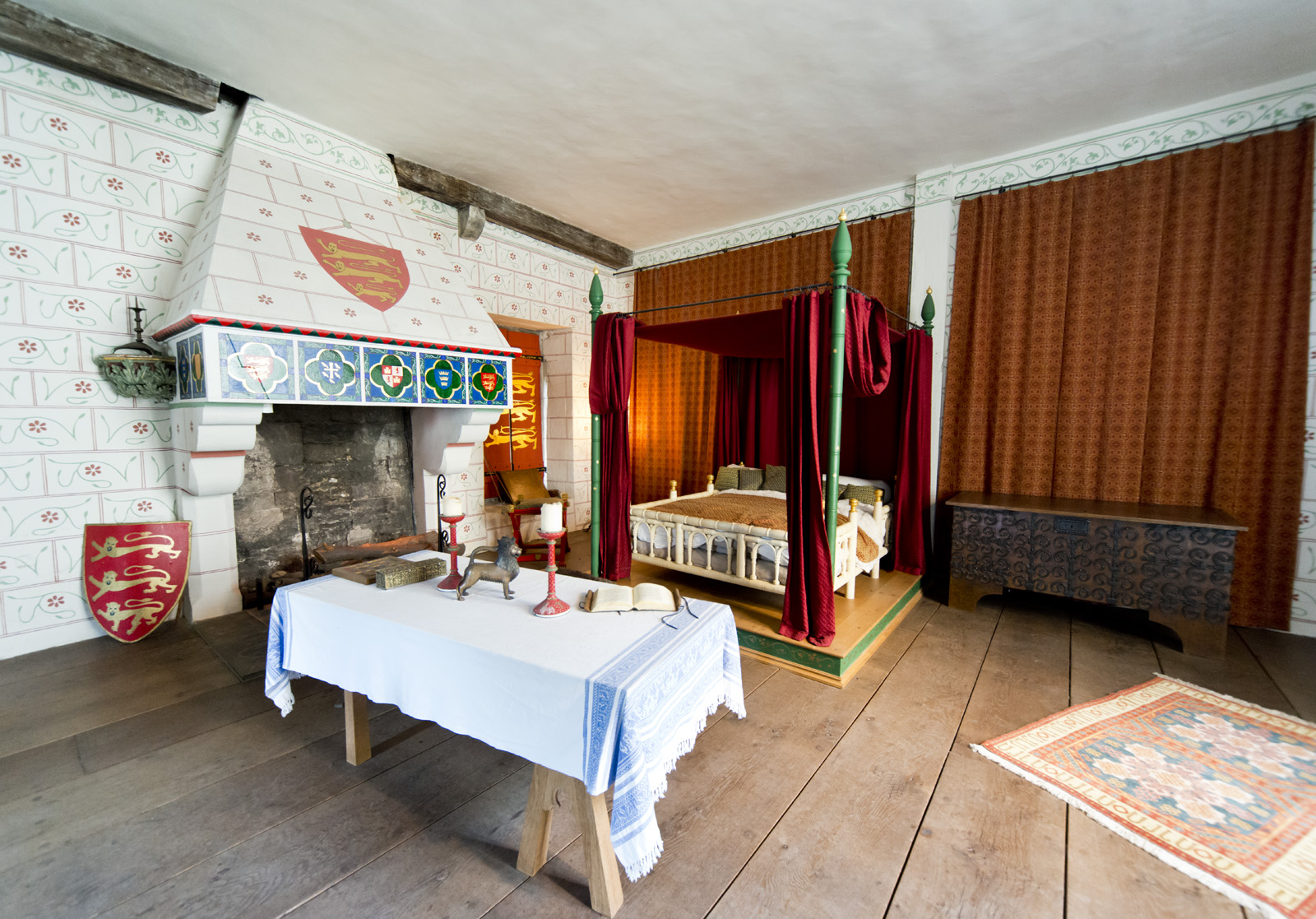
Reconstitution des appartements privés d'Édouard Ier à la tour de Londres.

Les affaires écossaises semblent réglées lorsque Édouard quitte le pays, en 1296, mais la résistance ne tarde pas à se manifester sous la direction d'un chef charismatique et brillant stratège : William Wallace. Le 11 septembre 1297, une armée anglaise dirigée par le comte de Surrey John de Warenne et Hugh de Cressingham est mise en déroute par des Écossais très inférieurs en nombre, menés par Wallace et Andrew Moray. Cette défaite de Stirling Bridge suscite l'émoi dans toute l'Angleterre, et une campagne punitive est aussitôt mise en branle. Édouard se dirige vers le nord peu après son retour de Flandres. Le 22 juillet 1298, il mène ses troupes au combat pour la première fois depuis Evesham (1265) et bat Wallace à Falkirk. Il ne peut cependant pas profiter de sa victoire, et les Écossais parviennent à reprendre le château de Stirling l'année suivante. Édouard continue à guerroyer en Écosse en 1300 (il s'empare du château de Caerlaverock) et en 1301, mais les Écossais évitent de s'engager à découvert, préférant lancer des raids de petite ampleur sur le territoire anglais. Encouragés en secret par la France, ils s'adressent au pape Boniface VIII pour qu'il devienne leur suzerain en lieu et place d'Édouard. La bulle papale adressée en ces termes au roi Édouard est rejetée par la Lettre des barons de 1301, et les Anglais adoptent une nouvelle stratégie. En 1303, ils concluent une paix séparée avec la France, isolant ainsi l'Écosse. Robert Bruce, le petit-fils du prétendant malheureux de 1291, rallie les Anglais durant l'hiver 1301-1302. La majeure partie de la noblesse écossaise imite son exemple, et en 1304, le château de Stirling change à nouveau de mains. William Wallace, trahi, est livré aux Anglais et exécuté à Londres le 23 août 1305. Édouard installe à nouveau des Anglais et des Écossais pro-anglais à la tête du pays.

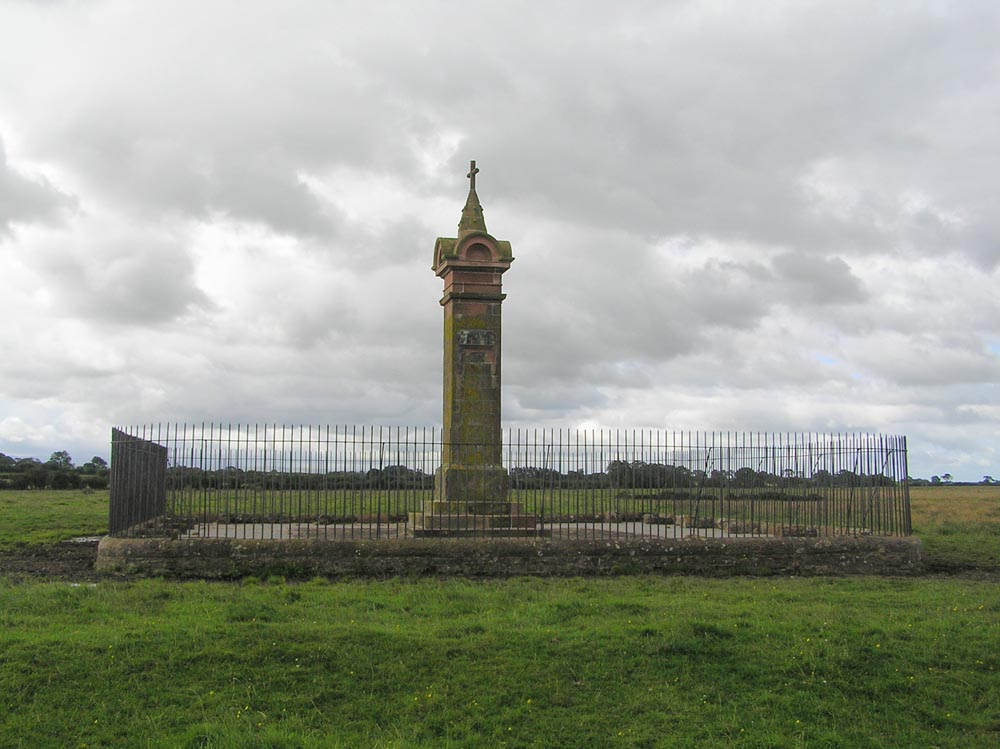
Monument édifié à Burgh by Sands en 1685, à l'emplacement où est mort Édouard.

La situation bascule dès l'année suivante : le 10 février 1306, Robert Bruce assassine son rival John Comyn et se fait couronner roi d'Écosse le 25 mars par la sœur du comte de Buchan. Il entreprend aussitôt de rendre son indépendance à l'Écosse par les armes, en prenant les Anglais de court. Trop malade pour mener lui-même ses armées, Édouard en confie la direction à Aymar de Valence, à Henry de Percy et au prince de Galles. Les premiers affrontements tournent à l'avantage des Anglais : le 19 juin, Robert Bruce est battu par Aymar de Valence à Methven. Les Anglais reprennent le terrain perdu, et Édouard ne fait preuve d'aucune douceur vis-à-vis des alliés de Bruce : pour lui, il ne s'agit pas d'une guerre entre deux nations indépendantes, mais de la répression d'une révolte menée par des sujets déloyaux. Cependant, la brutalité d'Édouard, au lieu de soumettre les Écossais, les envoie dans les bras de Bruce. Ce dernier réapparaît en février 1307, et triomphe d'Aymar de Valence en mai à Loudoun Hill. La santé d'Édouard lui permet de partir pour le Nord en personne, mais il est touché par la dysenterie et son état s'aggrave à nouveau. Le 6 juillet, il campe à Burgh by Sands, à la frontière écossaise. Le lendemain matin, il meurt dans les bras des serviteurs venus le lever, à l'âge de 68 ans.
Il existe diverses versions des dernières volontés d'Édouard. Selon une tradition, il aurait souhaité que son cœur soit emporté en Palestine, avec une armée pour combattre les infidèles. Une autre, plus douteuse, lui fait demander que ses ossements soient emportés lors des campagnes à venir contre les Écossais. Une chronique plus fiable le voit entouré du comte de Lincoln, du comte de Warwick, d'Aymar de Valence et de Robert Clifford : il leur demande de veiller sur son fils Édouard, et notamment de s'assurer que son favori Pierre Gaveston restera en exil. Le corps d'Édouard Ier est ramené dans le Sud, et inhumé en l'abbaye de Westminster après une longue veillée funèbre le 27 octobre. Le nouveau roi, Édouard II, abandonne la campagne écossaise en août. Il est sacré le 25 février 1308.

## Points de vue

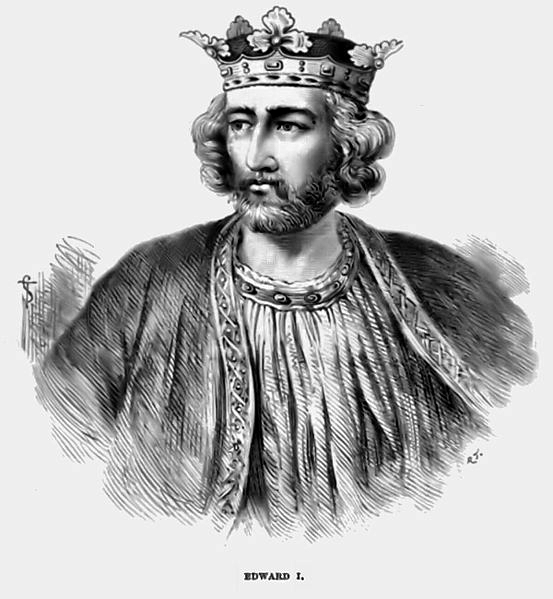
Édouard Ier vu au XIXe siècle dans l’Histoire illustrée de l'Angleterre publiée par John Cassell.

Édouard est un homme imposant : du haut de ses 1,88 m, il domine la plupart de ses contemporains, et son tempérament colérique ne le rend pas moins intimidant. Une histoire raconte qu'en 1295, le doyen de Saint-Paul, venu se plaindre au roi des impôts trop élevés, s'effondre et meurt une fois en sa présence. Lorsque son fils Édouard de Caernarfon exige un comté pour son favori Pierre Gaveston, le roi entre dans une colère noire et aurait arraché des poignées de cheveux entières à son fils. Il terrifie certains de ses contemporains, notamment dans son jeune âge. En 1264, la Chanson de Lewes le décrit comme un léopard, animal particulièrement puissant et imprévisible. En dépit de tout cela, Édouard Ier est également considéré comme un roi compétent, voire idéal : il est bon soldat et incarne les idéaux de la chevalerie. Il se conforme également aux attentes que l'on a de lui dans le domaine religieux, assistant régulièrement à la messe et ne regardant pas à la dépense lorsqu'il s'agit de faire l'aumône. À défaut de l'aimer, ses sujets le craignent et le respectent.

## Famille

### Descendance

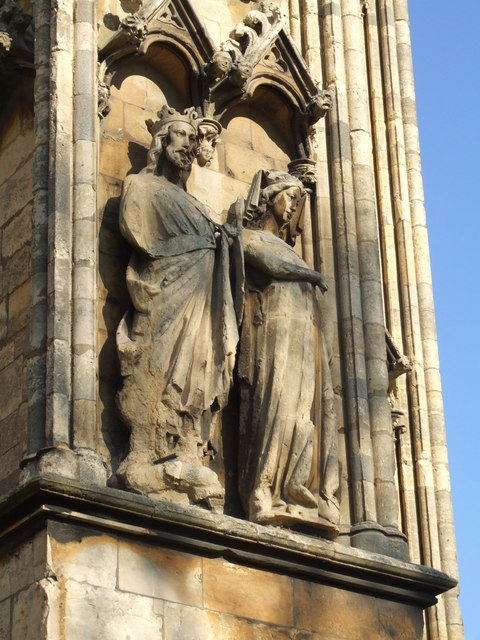
Statue d'Édouard Ier et d'Éléonore de Castille à la cathédrale de Lincoln.

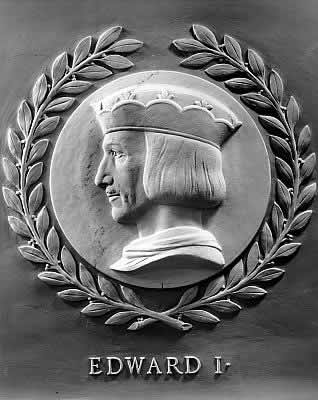
Bas-relief d'Édouard Ier ornant l'intérieur de la Chambre des représentants des États-Unis. Il est l'un des 23 grands législateurs de l'histoire commémorés en ce lieu.

Édouard épouse Éléonore, fille du roi Ferdinand III de Castille et de Jeanne de Dammartin, comtesse d'Aumale et de Ponthieu, en octobre 1254 au monastère royal de las Huelgas de Burgos. Contrairement à la plupart des mariages princiers de l'époque, c'est une union heureuse : les époux s'aiment profondément, et Édouard reste fidèle à sa femme jusqu'à sa mort. Ils ont entre quatorze et seize enfants, dont six survivent jusqu'à l'âge adulte : cinq filles et un fils, le futur Édouard II. Éléonore meurt le 28 novembre 1290 à Harby. Accablé de chagrin, Édouard fait ériger douze croix, une à chaque station de son cortège funèbre entre Lincoln et Londres.
| Nom        | Naissance                    | Décès                        | Notes |
| ---------- | ---------------------------- | ---------------------------- | --- |
| une fille  | mai 1255                     | 29 mai 1255                  | Mort-née ou morte peu après sa naissance. |
| Catherine  | avant le 17 juin 1264        | 5 septembre 1264             | Inhumée en l'abbaye de Westminster. |
| Jeanne     | été ou janvier 1265          | avant le 7 septembre 1265    | Inhumée en l'abbaye de Westminster. |
| Jean       | 13 juillet 1266              | 3 août 1271                  | Mort à Wallingford, sous la garde de son grand-oncle Richard de Cornouailles. Inhumé en l'abbaye de Westminster. |
| Henri      | 6 mai 1268                   | 14 octobre 1274              | Inhumé en l'abbaye de Westminster. |
| Aliénor    | vers le 18 juin 1269         | 29 août 1298                 | Épouse en 1293 le comte Henri III de Bar (deux enfants). Inhumée en l'abbaye de Westminster. |
| Juliana    | après mai 1271               | 5 septembre 1271             | Née et morte à Saint-Jean-d'Acre. |
| Jeanne     | avril 1272                   | 23 avril 1307                | Épouse en 1290 le comte de Gloucester Gilbert de Clare (quatre enfants). Épouse en 1297 Raoul de Monthermer (trois ou quatre enfants). |
| Alphonse   | 24 novembre 1273             | 19 août 1284                 | Inhumé en l'abbaye de Westminster. |
| Marguerite | probablement le 15 mars 1275 | après le 11 mars 1333        | Épouse en 1290 le duc Jean II de Brabant (un fils). |
| Bérangère  | 1er mai 1276                 | entre le 7 juin 1277 et 1278 | Née au manoir de Kempton dans le Middlesex, elle est encore vivante le 6 juin 1277 lorsque le roi règle six livres treize shillings et quatre pences à sa nourrice mais elle est morte le 27 juin 1278 quand la même somme est attribuée à la femme qui avait été sa nourrice. Vraisemblablement inhumée à l'abbaye de Westminster. |
| une fille  | décembre 1277                | janvier 1278                 | Inhumée en l'abbaye de Westminster. |
| Marie      | 11 ou 12 mars 1279           | 29 mai 1332                  | Nonne bénédictine à Amesbury. |
| Élisabeth  | vers le 7 août 1282          | 5 mai 1316                   | Épouse en 1297 le comte Jean Ier de Hollande (pas d'enfants). Épouse en 1302 le comte de Hereford Humphrey de Bohun (dix enfants). |
| Édouard II | 25 avril 1284                | 21 septembre 1327            | Roi d'Angleterre (quatre enfants). |

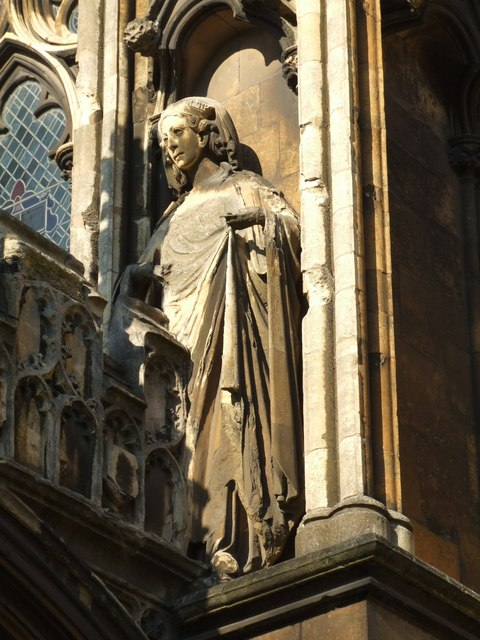
Statue de Marguerite de France à la cathédrale de Lincoln.

En vertu du traité de paix entre l'Angleterre et la France (Traité de Montreuil-sur-Mer en 1299), Édouard doit épouser la princesse Marguerite de France, fille du roi Philippe III le Hardi et de Marie de Brabant. Le mariage est célébré le 8 ou le 9 septembre 1299 en la cathédrale de Canterbury. Édouard et Marguerite ont trois enfants, dont deux fils qui survivent jusqu'à l'âge adulte.
| Nom                  | Naissance     | Décès        | Notes |
| -------------------- | ------------- | ------------ | --- |
| Thomas de Brotherton | 1er juin 1300 | 4 août 1338  | Comte de Norfolk (trois enfants).                                                                                              |
| Edmond de Woodstock  | 5 août 1301   | 19 mars 1330 | Comte de Kent (quatre enfants).                                                                                                |
| Aliénor              | 4 mai 1306    | août 1311    | Née à Winchester, fiancée à Robert, fils d'Othon IV de Bourgogne. Elle meurt à Amesbury et est inhumée à l'abbaye de Beaulieu. |

## Dans la culture contemporaine

### Cinéma
- Édouard Ier est le principal antagoniste du film Braveheart de Mel Gibson, librement inspiré de la vie de William Wallace. Il est interprété par Patrick McGoohan.
- Il apparait comme l'un des principaux antagonistes dans Outlaw King : Le Roi hors-la-loi, où il fait face à Robert le Bruce. Il est interprété par Stephen Dillane.

### Jeu vidéo
- La campagne britannique de l'extension Lords of the West d'Age of Empires II : Definitive Edition lui est consacré. Avant cela, il était l'antagoniste principal de la campagne de William Wallace dans le jeu original.